# Dům pod zemí (Jinonice)
Obytný dům pod zemí v pražských Jinonicích má podlouhlý a mírně zaoblený tvar, byl vybudován v terénním  protihlukovém valu oddělujícím řadovou zástavbu rodinných domků v ulici Polívkova v Praze 5 od rušné komunikace (v ulici Radlická) a je téměř celý zakryt zeminou. Dům s velkým obytným prostorem (s částečně oddělenou kuchyní) doplněným třemi menšími pokojíky (ložnicemi) jakož i garáží byl navržen (během jednoho roku) architektem Arnoštem Navrátilem a Petrem Pávem a jeho realizace (s řadou specifických nestandardních architektonických a stavebně–technických řešení včetně neobvyklých postupů z oboru statiky, stavební fyziky a větrání) trvala také jeden rok.

## Popis

### Protihlukový val a postup prací
Návrh příčného profilu (ve tvaru tunelového ostění s klenbovým stropem a svislými stěnami) podzemního domu sledoval maximální využití původního objemu násypu a co nejjednodušší uvedení protihlukového valu (po dokončení stavby domu) do jeho původního stavu. Terénní protihlukový val byl tvořen nestabilní navážkou a navíc se v jeho blízkosti nacházela kanalizační stoka. Tyto limitující faktory i případné nebezpečí havárie přinutily architekty k návrhu maximální tuhosti objektu a vedly k následujícímu postupu:
- nejprve byla zemina valu odstraněna,[1]
- dále byla zbudována nestandardně mohutná železobetonová deska – základna,[1]
- na ní pak byla budována tunelu podobná železobetonová klenbová konstrukce (jako monolitický odlitek),[1]
- jež byla nakonec opět zahrnuta zeminou a osázena křovinami.[1]

### Základová deska
Základová železobetonová deska má tloušťku 30 cm, ale na svých okrajích (z důvodů statického rozložení namáhání) je po celém svém obvodě zesílena na tloušťku 60 cm. Je vyztužena (nad deskou) „základovými pasy“, což umožnilo využití vzniklého prostoru pro veškeré rozvody inženýrských sítí včetně rozvodů větracích kanálků k distribuci vzduchu do interiéru domu (viz větrání níže).

### Nosná konstrukce
Do vyztužené základové železobetonové desky byla vetknuta nosná konstrukce tvořená železobetonovou klenbou o síle (tloušťce) 20 cm. Klenba má poloměr 546 cm a pro její vytvoření bylo nutné zhotovit speciální bednění tvořené nosnými dřevěnými oblouky (ramenáty). Na tyto ramenáty pak byla v podélném směru ukládána bednicí prkna jednotné délky a šířky s opracovanými plochami a hranami (vysvětlení viz níže). Klenba neměla „horní“ bednění a byla betonována a vibrována postupně po výškových úrovních tak, že pruh vyšší úrovně mohl být přidán až po zavadnutí betonu v předchozím, nižším pruhu. Provedení klenbového stropu nad garáží, která se půdorysně směrem k vjezdu zužuje a zároveň se snižuje její světlá výška, si vyžádalo speciální (nestandardní) aplikaci (naklápění) stávajících dřevěných ramenátů včetně jejich postupných úprav (zkracování). Takto vzniklý netradiční tvar klenbové konstrukce stropu garáže byl navázán na vnější opěrné stěny u vjezdu do garáže.

### Otvory v nosné konstrukci
U všech otvorů do objektu bylo nutné náročně architektonicky a konstrukčně řešit tvary železobetonových konstrukcí tak, aby se zamezilo sesypávání zeminy z těch míst zásypu klenby, která se nachází nad otvory. Architekti navrhli a stavební firma zhotovila nosné atikové límce, jež byly staticky vetknuty do klenby stropů. Oválná okna byla osazena do stavebních prefabrikátů (z pohledového betonu) a tyto prefabrikáty byly ocelovými kotvami připevněny  k monolitickým stěnám nosné konstrukce.

### Členění domu a jeho interiér
Tvar svahu, do něhož je dům zasazen je protáhlý a mírně zaoblený a dům se musel nutně tomuto tvaru přizpůsobit, čímž získal podobu mírně „zakřiveného tunelu“. Uprostřed dispozice se nalézá vchod do domu. Obývací pokoj je spojen velkými prosklenými dveřmi s terasou a se zahradou. (Ta je situována blíže ulici Polívkova a vlastním domem ve valu je tak oddělena od hlučné Radlické ulice.) Další prosklená plocha (velké okno) směřující do prostoru „za val“ zajišťuje v obývacím prostoru dostatek denního světla. Obývací prostor je tedy dostatečně prosvětlen ze dvou protilehlých stran. Z obývacího pokoje se vchází do dlouhé chodby. Ta vede středem domu, je zapuštěna do protihlukového valu a končí logicky až dveřmi do garáže. Z této chodby (při směru postupu z „obýváku“ ke garáži) se vpravo vchází do jednotlivých ložnic (mají okna do zahrady), vlevo (blíže ke vnějšímu okraji valu) jsou pak vchody do prádelny, koupelny a šatny. V ložnicích jsou aplikována oválná okna, jež v měkké formě celku působí přirozeněji než případná okna hranatých tvarů, jež by (dle mínění architektů) působila poněkud rušivě.
Investor (důlní inženýr), budoucí majitel a uživatel stavby požadoval v klenbách celého domu zachovat beton s viditelnými otisky bednicích prken (jako dekorativní prvek). Prkna byla proto pečlivě vybírána, byla zhotovena v jednotné šíři a délce, měla opracované plochy i hrany. Použitá technologie ovlivnila i vnitřní vzhled domu a to nejen tam, kde strop, tvořený betonovou klenbou, nese záměrně přiznané stopy po dřevěném bednění. Vzniklý klenutý prostor nakonec musel být v prostorné obytné hale dodatečně upraven (překryt) akustickým podhledem, jenž tvarově „kopíruje“ stropní klenbu. Klenba v obytné hale zdůrazňuje zde instalovaný sedací nábytek i velký kulatý stůl, jenž spočívá na pevné kovové „noze“ zapuštěné „nevratně“ do podlahy. Obytná hala je od kuchyně (tj. prostoru s ledničkou, myčkou a sporákem) částečně oddělena dřevěnou konstrukcí z masivu a tuto část kuchyně je možno „uzavřít“. Zmíněná část kuchyně „logicky“ pokračuje dále kuchyňskou linkou (umístěnou v obytném prostoru) a dělicím pultem. Ten je poplatný zaoblení domu i valu a byl navržen „na míru“ prostoru, kde je umístěn.
Pečlivě a dobře provedené betonové konstrukce bylo možno (po dílčích úpravách) ponechat v některých částech interiéru zcela odhalené. Užitá technologie betonových konstrukcí vtiskla podzemnímu domu v mnoha místech „měkké“ linie. Ty jsou patrné nejen v interiéru a obrysu celé stavby, ale také v půdorysném řešení dlažby a jejího přechodu do zahradní zeleně.

### Větrání
Větrání bylo na přání investora řešeno tak, aby nebylo závislé na oknech, ale fungovalo samotížně tj. přirozenou cirkulací vzduchu na základě rozdílů jeho teplot. Tvar železobetonové základové desky se zesílenými okraji (viz výše) umožnil vytvoření zdvojené podlahy. Dutina v podlaze má značnou světlost a jsou v ní umístěny ostatní instalace včetně vzduchotechnických kanálů pro rozvod vzduchu. Čerstvý studenější vzduch je nasáván (otvorem v severní stěně domu) z trvale zastíněných míst, je veden do rozvodů pod podlahou domu a jimi je pak rozváděn do jednotlivých obytných místností objektu. Teplejší (vydýchaný) vzduch je odváděn otvory umístěnými nade dveřmi a odtud je pak vyváděn nad zelenou „střechu“ podzemního domu. Po většinu roku funguje tento typ větrání, pokud by rozdíl teplot mezi čerstvým a vydýchaným vzduchem neumožňoval jeho přirozenou cirkulaci (jen krátké období roku) je cirkulaci možno aktivovat axiálním ventilátorem vybaveným zpětnou klapkou. Přirozené větrání tak funguje po většinu roku. Navíc průchodem vzduchu přívodním labyrintem se ještě příznivě upraví (před vstupem do obytných místností) i jeho teplota. V záloze je ale stále i přirozená výměna vzduchu okny.

### Vnější plášť objektu, izolace, mikroklima
Pevné stavební plochy tvoří v obvodovém plášti objektu minimum, většina obvodového pláště podzemního domu je realizována biologickým pokryvem. Díky této skutečnosti odpadá starost s opravami a udržováním fasád a servis se zužuje na péči o křoviny, jež rostou na svahu (povrchu domu). Hydroizolace domu zakrytá zeminou není přímo vystavena teplotním změnám, dešti či sněhu a má stálý tepelný režim, což výrazně prodlužuje její dobu životnosti (tj. neporušenosti). Neporušenost izolace příznivě ovlivňuje samotnou konstrukci objektu, jakož i mikroklima okolního prostředí. Dešťové srážky se rovnoměrně vsakují do vegetačního pláště objektu, postupně se odtud odpařují, což ochlazuje střechu podzemního domu.
Celá nosná železobetonová konstrukce zasypaná vlhkou zeminou (místy až 1,5 metru vysokou) pokrytou vegetací vykazuje velkou tepelnou setrvačnost (funguje jako akumulátor tepla/chladu) eliminující vliv prudkého střídání teplot (v létě se objekt nepřehřívá a v zimě nepromrzá). Vzniklý „jeskynní“ efekt (tj. relativně vyrovnaný teplotní režim) zajišťuje, že v objektu je chladněji i v horkých letních měsících (odpadá potřeba jeho chlazení) a celý objekt pracuje jako „přirozené tepelné čerpadlo“. Srážková voda vsakující se rovnoměrně do „střechy“ podzemního domu přispívá k optimálnímu nasycení „střechy“ a následné její odpařování pak pozvolna objekt ochlazuje a přispívá tím k regulaci teploty.
Tepelná a zvuková izolace domu je zhotovena z expandovaného pěnového polystyrenu (EPS) a vodotěsná izolace z měkčeného PVC. Vytápění domu je zajištěno plynovým agregátem (úspora energie je asi jedna třetina oproti spotřebě identického nadzemního domu).

## Kritéria pro stavbu podzemních domů
Stavba domu zapuštěného do terénu má smysl jen tam, kde jsou k jeho budování přirozené terénní předpoklady, neboť jeho pořizovací cenu, jež je asi o 20 % vyšší než u identického domu budovaného nad terénem, zvyšují především kvalitní hydroizolace a především jejich perfektní provedení. Maximální pozornost musí být věnována také všem detailům z hlediska správné funkce dilatací, zamezení zatékání, vzniku tepelných mostů, vzniku tepelných ztrát a životnosti detailu a celé stavby. Velká pozornost projektantů musí být věnována geologickým podmínkám v místě stavby (zejména stabilitě podloží), přítomnosti zdrojů podzemních vod (nutná účinná drenáž kolem domu) i propustnosti okolní půdy. Nespornými výhodami je splynutí zapuštěného domu s krajinou, a pokud je plášť takovéhoto domu projektován jako pochozí, pak se užitná plocha pozemku s podzemním domem jeho realizací příliš nezmenší.

## Vybrané údaje
- Investor: Ing. Miloš Veselský[2]
- Stavebně-architektonické řešení a interiér: Prof. Ing. arch. Arnošt Navrátil, Ing. arch. Petr Páv[2]
- Stavební a konstrukční řešení: SATRA, spol. s r. o., Ing. Vladimír Petržílka[2]
- Dodavatel železobetonové konstrukce: Pragis, a. s., Praha 9[2]
- Izolace: Metrostav, a. s.[2]
- Projekt a realizace: 1997 až 1998[2]
- Zastavěná plocha: 208 m2[2]

Pohledy na části podzemního domu v Jinonicích (rok 2020)
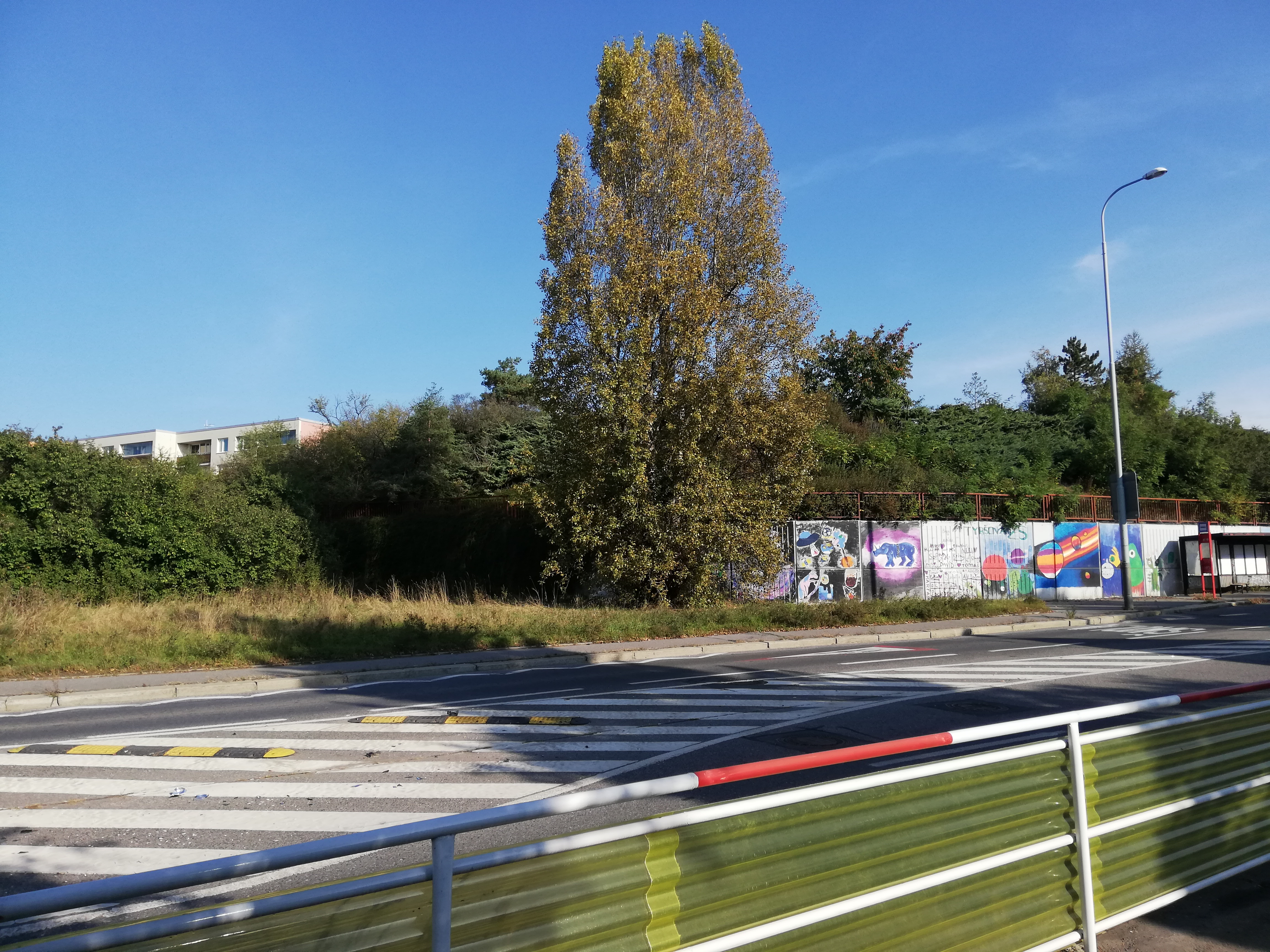
V tomto protihlukovém valu se dům nachází
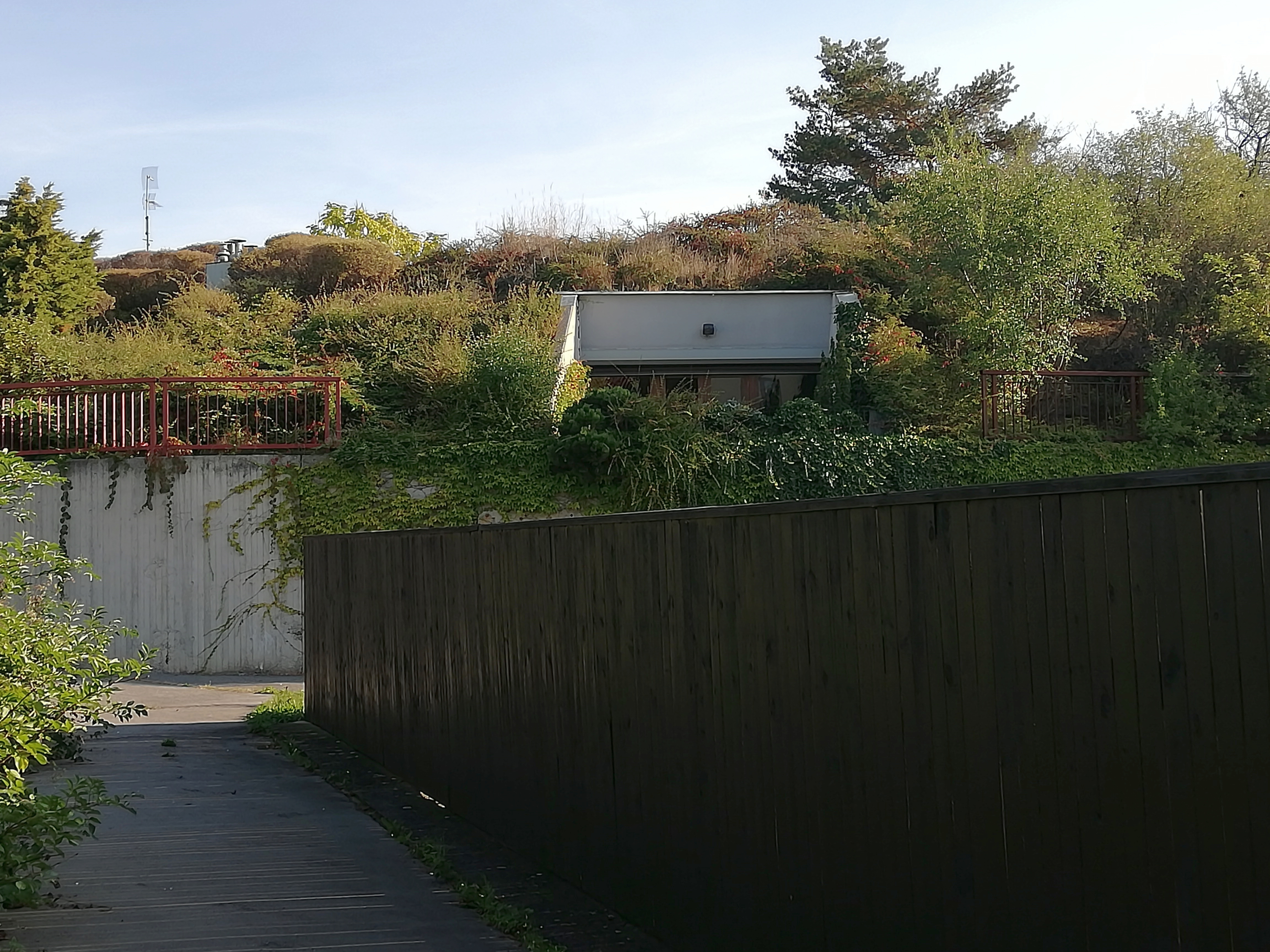
Nenápadné okno domu v protihlukovém valu